# Chris Hopkins
Christian Peter „Chris“ Hopkins (* 18. April 1972 in Princeton, New Jersey) ist ein amerikanischer Jazzmusiker (Piano, auch Altsaxophon), der sich dem traditionellen Jazz verschrieben hat.

## Leben
Hopkins wuchs in seiner Kindheit in der Bochumer Hustadt auf, wo sein Vater an der Ruhr-Universität eine Professur hatte, und lebt immer noch hier. Er erhielt ab dem sechsten Lebensjahr eine klassische Musikausbildung, zunächst auf dem Cembalo, dann auf dem Klavier. Mit 13 Jahren entdeckte er seine Leidenschaft für den Jazz. Sein Klavierstil wurzelt in der Tradition der Stride- und Swing-Pianisten. Seit 1996 ist Chris Hopkins als Pianist festes Mitglied der Swing Society um Engelbert Wrobel. 1998 gründete er als Altsaxophonist das Quartett Echoes of Swing, zu dem Colin T. Dawson, Bernd Lhotzky und Oliver Mewes gehören. Weiter begleitete er auf Tourneen Musiker wie  Clark Terry, Harry Sweets Edison, Hazy Osterwald, Ken Peplowski, Peanuts Hucko, Kenny Davern oder Dick Hyman. 1998, 2002, 2003 und 2004 spielte er beim International March of Jazz in Clearwater (Florida). Er gastierte nicht nur in Europa und den USA, sondern auch in Japan, Australien und Neuseeland.
Hopkins ist auf mehr als 30 Einspielungen mit unterschiedlichen Musikern und Formationen zu hören. 2000 erschien auf dem amerikanischen Label „Arbors Records“ sein Solo-Album Daybreak, das von „Jazz Classique“ als eines der Top-Ten-Album des Jahres gewürdigt wurde.

## Preise und Auszeichnungen
Als Musiker, der die Flamme des alten Jazz weiterträgt, erhielt er 2013 vom Park Lane Club in Osnabrück die Auszeichnung Keeper of the Flame. Das Album Message from Mars (2013) der Echoes of Swing erhielt den Prix de l'Académie du Jazz und den Preis der deutschen Schallplattenkritik; das vierte Album dieser Gruppe 4 Jokers in the Pack erhielt in Frankreich den Grand Prix du Disque de Jazz. Weiterhin ist Hopkins seit 2005 Lehrbeauftragter an der Hochschule für Musik Köln.